# Trio na fortepian, skrzypce i wiolonczelę E-dur op.22 (Żeleński)
Trio na fortepian, skrzypce i wiolonczelę E-dur op. 22 – utwór skomponowany przez Władysława Żeleńskiego przed rokiem 1870. Ukazało się drukiem w wydawnictwie C. F. Kahnt w Lipsku około roku 1875.  
Zadedykowane jest Auguście Auspitz-Kolar.

## Informacje ogólne
Trio fortepianowe E-dur op.22 opatrzone jest łacińskim mottem zaczerpniętym przez Żeleńskiego z wiersza Pieśń o dzwonie Friedricha Schillera, będącym również tradycyjną sentencją umieszczaną na dzwonach kościelnych: Vivos voco. Mortuos plango. Fulgura fango (Żywych wzywam. Zmarłych opłakuję. Gromy kruszę).
Są to tytuły kolejnych części, nadające kompozycji charakter programowy, odnotowany już od pierwszych wykonań utworu. Jan Kleczyński w recenzji z 1876 roku zwracał uwagę na ilustracyjność dzieła, w tym na płacz wiolonczeli i bicie dzwonu, imitowane przez fortepian. 

## Budowa
Trio fortepianowe E-dur op.22 zawarte jest w klasycznym układzie trzyczęściowym:
- cz. I. Allegro. Vivos voco!
- cz. II. Andante sostenuto. Mortuos plango!
- cz. III. Allegro deciso. Fulgura frango!

## Analiza
Część pierwsza Allegro opatrzona tytułem Vivos voco! (Żywych wzywam!), w metrum 3/4, napisana w formie allegra sonatowego. Część druga Andante sostenuto z sentencją Mortuos plango! (Zmarłych opłakuję!), utrzymana w metrum 2/4 i schemacie formalnym ABA. Część trzecia Allegro deciso - Fulgura frango! (Gromy kruszę!) w metrum Alla breve i tonacji E-dur. 

## Nagrania płytowe
- Joanna Ławrynowicz, Lucyna Fiedukiewicz, Łukasz Tudzierz, AP0277, Acte Prealable 2012.
- Michał Francuz, Joanna Konarzewska, Rafał Kwiatkowski, SPMK 15, 2020.
- Anna Maria Kamińska, Paweł Polak, Grzegorz Vytlacil, DUX 1735, 2021.